# Château de Ballinbreich
Le château de Ballinbreich est un château en ruine situé dans le Fife, en Écosse. Haut de trois étages et bâti suivant un plan en L, il a été construit au XIIIe siècle par le clan Leslie. Il surplombe l'estuaire du Tay.